# Хёфлер, Отто
Отто Хёфлер (нем. Otto Eduard Gotfried Ernst Höfler, 10 мая 1901, Вена — 25 августа 1987, Вена) — немецкий и австрийский историк-медиевист, сотрудник Аненербе. Представитель венской школы германистики.

## Биография

### Становление академической карьеры
Сын профессора психологии Алоиза Хёфлера (1853—1922). Мать, Августина Дорнхёфер, родом из Баварии. Происходил из правоконсервативной бюргерской семьи. Изучал скандинавистику и германистику сначала в Венском университете, затем в Лундском университете, Базеле и Киле. В 1926 г. защитил кандидатскую, в 1931 г. — докторскую диссертацию. Долгие годы преподавал немецкий язык в Уппсальском университете. 

### Карьера при нацистах
Со студенческих лет состоял в националистических организациях. В 1922 г. вступил в СА. В 1935—1938 гг. профессор германской древней истории и германской филологии в Кильском университете. Его теории о государствообразующей силе мужских союзов заинтересовали руководство СС, и в 1936 г. Хёфлер стал экспертом в Имперском институте новой истории Германии. В 1937 г. стал членом НСДАП. В том же году начал сотрудничать в Аненербе. В годы войны Хёфлер работал над проектом «Задачи науки во время войны». С 1943 г. руководитель Германского научного института в Копенгагене. В 1938—1945 гг. также профессор нордистики, германского фольклора и германистики в Мюнхенском университете.

### После войны
В 1945 г. Хёфлеру было запрещено работать по профессии, однако затем его вновь пригласили в Мюнхенский университет. В 1957 г. он перешёл в Венский университет, где до 1971 г. был заведующим кафедрой германских языков и древнегерманской литературы.

### Творчество
Ученик Рудольфа Муха (1882-1936). 
Согласно А. В. Хрякову: "В основу своей диссертации «Культовые тайные союзы германцев» О. Хефлер положил народные сказания о так называемой «дикой охоте» и связанные с ними представления о существовании среди германцев тайных «мужских союзов»... По мнению О. Хефлера, германцы вошли в мировую историю лишь благодаря своим завоеваниям и созидательным государственническим способностям и не удивительно, что выражением их воинственной сущности являлся бог Вотан".
По оценке А. В. Хрякова: "Работы Хефлера обращают на себя внимание широтой замысла, отсутствием боязни делать глобальные выводы, присутствием разнообразной источниковой базы, сочетающей в себе как литературные, так и архивные источники. Он в совершенстве владел материалом мифов, саг, сказок, причем не только северо- и юго-европейских, но также африканских и азиатских. При этом его ни в коем случае нельзя назвать позитивистом, ему претило простое коллекционирование фактов и сосредоточенность на единичных явлениях культуры, более всего он стремился не просто к пониманию, а к интуитивному проникновению в суть изучаемых явлений".
В то же время, как отмечает А. В. Хряков, будучи адептом теории германского континуитета - занимаяясь установлением якобы имеющейся сущностной связи между первобытными германцами и современными немцами, - Хёфлер полагал этот континуитет возможным только на расово-биологической основе - и (в изложении Хрякова) "лучше всего эта основа сохранилась у немцев. Присущие древним германцам специфические ритуальные переживания это выражение их принадлежности к высшей нордической культуре. В отличие от того же А. Допша, у О. Хефлера вопрос стоял не о равнозначности германской и римской культурной и государственной традиций, а об историческом первенстве германцев в Европе по отношению не только к славянам и кельтам, но и к римлянам". 
"Сегодня ни у кого не вызывает сомнения тот факт, что О. Хефлер внес существенный вклад в идеологическое оправдание и укрепление национал-социализма, - констатирует А. В. Хряков. - Он не был нацистом из оппортунистических соображений как многие другие ученые, его приверженность нацистской идеологии была другого свойства, он был внутренне убежден не только в мировоззренческих основаниях, но и в практической необходимости национал-социализма. По словам одного из учеников Хефлера, после падения монархии в 1918 г. он верил в «восстановление Рейха в средневековом стиле», он считал что «Третий рейх сможет восстановить империю германцев, в которую должны будут войти скандинавы и жители Нидерландов» и именно эта вера привела его к Гитлеру и его движению".

## Сочинения
- Kultische Geheimbünde der Germanen, 1934 — nur Band 1 erschienen
- Das germanische Kontinuitätsproblem, Hamburg 1937
- Die politische Leistung der Völkerwanderungszeit, Neumünster 1939
- Germanisches Sakralkönigtum, 1952 — nur Band 1 erschienen
- Balders Bestattung und die nordischen Felszeichnungen, Wien 1952
- Das Opfer im Semnonenhain und die Edda, erschienen in Edda, skalden, Saga. Festschrift für Felix Genzmer. Heidelberg 1952.
- Goethes Homunculus, 1963
- Verwandlungskulte, Volkssagen und Mythen, 1973
- Theoderich der Große und sein Bild in der Sage, 1975
- Siegfried, Arminius und der Nibelungenhort, 1978
- Kleine Schriften. Ausgewählte Arbeiten zur germanischen Altertumskunde und Religionsgeschichte, zur Literatur des Mittelalters, zur germanischen Sprachwissenschaft sowie zur Kulturphilosophie und -morphologie, Hamburg 1992